# Encontré un amor (canción de Coral Segovia)
Encontré un Amor, es el 3º sencillo del nuevo trabajo de la cantante española Coral Segovia. Fue lanzado el 17 de diciembre de 2012, bajo la discográfica Juan Belmonte S.L.

## Historia
Este tema forma parte de un repertorio de canciones que el productor Juan Belmonte había compuesto durante un tiempo sabático en el cual se mantuvo alejado del mundo de la música. A finales de 2011, creó su propio sello discográfico Juan Belmonte Music, siendo la cantante Coral Segovia, la primera artista en ser fichada para esta compañía y así grabar un nuevo disco.
Se empezó la búsqueda de canciones para este nuevo trabajo, de las cuales, se seleccionaron alrededor de 3 o 4 temas de ese repertorio, incluyendo “Encontré Un Amor”. Poco después Juan Belmonte y Coral empezarían a componer juntos nuevos temas y de esa manera lograr la esencia y sonido propio tal como lo hizo en su álbum debut.
Juan describe “Encontré un Amor” como: Un tema emocionante y personal, en el que Coral demuestra sus dotes vocales por las que es admirada”.
En un principio, se pensó lanzarla como primer sencillo, sin embargo, se optó por No te rindas, un tema compuesto por el productor y la cantante.

## Grabación y Lanzamiento
Este tema, fue grabado, escrito, producido y arreglado por Juan Belmonte en los estudios JBM en Madrid, con la ayuda de Fernando Álvarez en la masterización y Danny Oton en el diseño de la portada y arte del sencillo, asimismo realizará las remezclas del tema, las cuales se lanzarán a la venta en enero de 2013.
“Encontré un Amor”, se publica en 2 versiones una Pop-Dance, producida por Juan y una versión balada, la cual ya fue interpretada por la cantante en uno de sus conciertos acústicos, acompañada de Jaime Summers en la guitarra. El tema se lanzó de manera oficial el 17 de diciembre de 2012, alcanzado el número 8 de los temas más vendidos en iTunes, posteriormente alcanzó el número 6.
El lanzamiento vino acompañado de un Teaser y un Lyric video, a través del portal de videos YouTube, el cual fue realizado por Juan Belmonte, también colaboraron: Tamara Teso en la Peluquería, Rocío Fernández en Maquillaje y Gemma Campillo en la producción.
Actualmente este tema se encuentra a la venta, en formato digital, en los principales portales de descarga como iTunes y Amazon.

## Lista de canciones

### Encontré un Amor - Single
| #   | Título                                                                         | Duración |
| --- | ------------------------------------------------------------------------------ | -------- |
| 01. | Encontré un Amor Música y letra: Juan Antonio Belmonte García                  | 4:05     |
| 02. | Encontré un Amor (Ballad Version) Música y letra: Juan Antonio Belmonte García | 5:01     |

### Encontré un Amor - Remixes
| #   | Título                                                                                        | Duración |
| --- | --------------------------------------------------------------------------------------------- | -------- |
| 01. | Encontré un Amor (Danny Oton Radio Edit) Música y letra: Juan Antonio Belmonte García         | 3:48     |
| 02. | Encontré un Amor (Juan Belmonte Hands Up Mashup) Música y letra: Juan Antonio Belmonte García | 4:43     |
| 03. | Encontré un Amor (Danny Oton Club Mix) Música y letra: Juan Antonio Belmonte García           | 5:55     |
| 04. | Encontré un Amor (Original Extended Club Mix) Música y letra: Juan Antonio Belmonte García    | 6:34     |